# Publio Licinio Crasso (console 171 a.C.)
Publio Licinio Crasso  (latino: Publius Licinius Crassus; fl. II secolo a.C.) è stato un politico romano del II secolo a.C. appartenente alla gens Licinia. Fu console nel 171 a.C.

## Biografia
Publio Licinio Crasso era nipote di Publio Licinio Varo che fu pretore nel 208 a.C. Nel 176 a.C. fu eletto pretore e gli venne assegnata la provincia della Spagna Citeriore.
Nel 171 a.C. fu eletto console insieme a Cassio Longino. In quel tempo Roma era alle prese con Perseo di Macedonia che aveva attuato una politica di espansione nella regione. Appena eletto, Licinio Crasso si recò in Epiro e avanzò verso la Tessaglia, per sorprendere Perseo mentre erano ancora in corso le trattative per raggiungere un accordo. Dopo qualche iniziale successo Crasso fu sconfitto sonoramente da Perseo nella battaglia di Callinicus, presso Larissa, dove i romani lasciarono sul campo di battaglia circa 2.500 morti.